# Campeonato Sul-Matogrossense 2022
El Campeonato Sul-Matogrossense de Fútbol 2022 fue la 44.ª edición de la primera división de fútbol del estado de Mato Grosso do Sul. El torneo fue organizado por la Federação de Futebol de Mato Grosso do Sul (FFMS). El torneo comenzó el 2 de febrero y finalizó el 24 de abril.
Operário se consagró campeón por decimosegunda vez tras ganar el hexagonal final.

## Sistema de juego

### Primera fase
Los 10 equipos son divididos en dos grupos de 5 cada uno. Los clubes se enfrentan en partidos de ida y vuelta, haciendo así 10 fechas en total (8 partidos jugados para cada equipo). Una vez terminada la primera fase, los tres primeros de cada grupo avanzan a un hexagonal final.
El último de cada grupo desciende a la Segunda División.

### Segunda fase
Los 6 equipos se enfrentan en partidos de ida y vuelta, haciendo así 10 fechas en total. Una vez concluido, el equipo con mayor puntaje se consagrará campeón.

### Clasificaciones
- Copa de Brasil 2023: Clasifica únicamente el campeón.
- Serie D 2023: Clasifica el mejor equipo del hexagonal final que no dispute la Serie A, Serie B o Serie C en la temporada 2022 o la Serie C en 2023.
- Copa Verde 2023: Clasifican los dos mejores equipos.

## Equipos participantes
| Equipo        | Ciudad          | Estadio         | Capacidad | Posición 2021      | Títulos (último) |
| ------------- | --------------- | --------------- | --------- | ------------------ | ---------------- |
| Águia Negra   | Rio Brilhante   | Ninho d'Águia   | 8000      | 7.º                | 4 (2020)         |
| Aquidauanense | Aquidauana      | Noroeste        | 5000      | 4.º                | 0                |
| Comercial     | Campo Grande    | Morenão         | 24 500    | 5.º                | 9 (2015)         |
| Costa Rica    | Costa Rica      | Laertão         | 5000      | Campeón            | 1 (2021)         |
| Coxim         | Coxim           | André Borges    | 3500      | 2.º (2.ª división) | 1 (2006)         |
| Dourados      | Dourados        | Douradão        | 30 000    | 2.º                | 0                |
| Naviraiense   | Naviraí         | Virotão         | 6000      | 1.º (2.ª división) | 1 (2009)         |
| Operário      | Campo Grande    | Morenão         | 24 500    | 3.º                | 11 (2018)        |
| SERC Chapadão | Chapadão do Sul | Estadio da SERC | 7000      | 8.º                | 2 (2003)         |
| União ABC     | Campo Grande    | Jacques da Luz  | 24 500    | 6.º                | 0                |

| Crecimiento | Equipos provenientes del Campeonato Sul-Matogrossense de Segunda División 2021. |

## Primera fase

### Grupo A
| Pos. | Equipo        | Pts. | PJ | G | E | P | GF | GC | Dif. | Clasificación          |
| ---- | ------------- | ---- | -- | - | - | - | -- | -- | ---- | ---------------------- |
| 1    | Costa Rica    | 21   | 8  | 7 | 0 | 1 | 16 | 4  | +12  | Hexagonal final.       |
| 2    | SERC Chapadão | 13   | 8  | 4 | 1 | 3 | 10 | 9  | +1   | Hexagonal final.       |
| 3    | Operário      | 12   | 8  | 3 | 3 | 2 | 13 | 7  | +6   | Hexagonal final.       |
| 4    | Comercial     | 8    | 8  | 2 | 2 | 4 | 9  | 12 | −3   |                        |
| 5    | União ABC     | 3    | 8  | 1 | 0 | 7 | 3  | 19 | −16  | Descenso de categoría. |

 Fuente: FFMS
Criterios de clasificación: 1) Puntos; 2) Partidos ganados; 3) Diferencia de gol; 4) Goles anotados; 5) Enfrentamiento directo (solo entre dos equipos); 6) Menor cantidad de tarjetas amarillas; 7) Menor cantidad de tarjetas rojas; 8) Sorteo.

#### Resultados
| Local \ Visitante | COM | COS | OPE | SER | UNI |
| ----------------- | --- | --- | --- | --- | --- |
| Comercial         | —   | 2–3 | 1–1 | 3–1 | 0–1 |
| Costa Rica        | 4–0 | —   | 2–1 | 1–0 | 4–0 |
| Operário          | 0–0 | 0–1 | —   | 2–1 | 2–0 |
| SERC Chapadão     | 1–0 | 1–0 | 2–2 | —   | 1–0 |
| União ABC         | 1–3 | 0–1 | 0–5 | 1–3 | —   |

### Grupo B
| Pos. | Equipo        | Pts. | PJ | G | E | P | GF | GC | Dif. | Clasificación          |
| ---- | ------------- | ---- | -- | - | - | - | -- | -- | ---- | ---------------------- |
| 1    | Aquidauanense | 13   | 8  | 4 | 1 | 3 | 12 | 8  | +4   | Hexagonal final.       |
| 2    | Dourados      | 13   | 8  | 3 | 4 | 1 | 6  | 4  | +2   | Hexagonal final.       |
| 3    | Naviraiense   | 12   | 8  | 3 | 3 | 2 | 11 | 7  | +4   | Hexagonal final.       |
| 4    | Coxim         | 10   | 8  | 3 | 1 | 4 | 11 | 19 | −8   |                        |
| 5    | Águia Negra   | 6    | 8  | 1 | 3 | 4 | 8  | 10 | −2   | Descenso de categoría. |

 Fuente: FFMS
Criterios de clasificación: 1) Puntos; 2) Partidos ganados; 3) Diferencia de gol; 4) Goles anotados; 5) Enfrentamiento directo (solo entre dos equipos); 6) Menor cantidad de tarjetas amarillas; 7) Menor cantidad de tarjetas rojas; 8) Sorteo.

#### Resultados
| Local \ Visitante | AGN | AQU | COX | DOU | NAV |
| ----------------- | --- | --- | --- | --- | --- |
| Águia Negra       | —   | 1–2 | 5–0 | 0–0 | 0–3 |
| Aquidauanense     | 1–1 | —   | 5–1 | 1–0 | 3–1 |
| Coxim             | 3–1 | 2–0 | —   | 1–2 | 2–0 |
| Dourados          | 1–0 | 1–0 | 1–1 | —   | 1–1 |
| Naviraiense       | 0–0 | 1–0 | 5–1 | 0–0 | —   |

## Hexagonal final

### Tabla de posiciones
| Pos. | Equipo        | Pts. | PJ | G | E | P | GF | GC | Dif. | Clasificación                                        |
| ---- | ------------- | ---- | -- | - | - | - | -- | -- | ---- | ---------------------------------------------------- |
| 1    | Operário      | 22   | 10 | 6 | 4 | 0 | 15 | 5  | +10  | Copa de Brasil 2023, Copa Verde 2023 y Serie D 2023. |
| 2    | Naviraiense   | 19   | 10 | 6 | 1 | 3 | 17 | 10 | +7   |                                                      |
| 3    | Costa Rica    | 17   | 10 | 5 | 2 | 3 | 13 | 8  | +5   |                                                      |
| 4    | Dourados      | 10   | 10 | 3 | 1 | 6 | 12 | 20 | −8   |                                                      |
| 5    | SERC Chapadão | 9    | 10 | 2 | 3 | 5 | 10 | 17 | −7   |                                                      |
| 6    | Aquidauanense | 6    | 10 | 1 | 3 | 6 | 14 | 21 | −7   |                                                      |

 Fuente: FFMS
Criterios de clasificación: 1) Puntos; 2) Partidos ganados; 3) Diferencia de gol; 4) Goles anotados; 5) Enfrentamiento directo (solo entre dos equipos); 6) Menor cantidad de tarjetas amarillas; 7) Menor cantidad de tarjetas rojas; 8) Sorteo.

#### Resultados
| Local \ Visitante | AQU | COS | DOU | NAV | OPE | SER |
| ----------------- | --- | --- | --- | --- | --- | --- |
| Aquidauanense     | —   | 1–2 | 2–3 | 2–3 | 1–3 | 2–2 |
| Costa Rica        | 2–1 | —   | 1–0 | 0–1 | 1–1 | 1–2 |
| Dourados          | 2–3 | 1–5 | —   | 1–3 | 1–1 | 2–0 |
| Naviraiense       | 2–0 | 0–0 | 4–1 | —   | 0–1 | 2–1 |
| Operário          | 1–1 | 1–0 | 1–0 | 1–0 | —   | 4–0 |
| SERC Chapadão     | 1–1 | 0–1 | 0–1 | 3–2 | 1–1 | —   |

| Bandera del estado de Mato Grosso del Sur |
| Campeón                                   |
| Operário 12.° título                      |